# Premio Tigre Juan
El Premio Tigre Juan es un galardón literario español fundado en 1977 en honor a la novela Tigre Juan. El curandero de su honra del escritor ovetense Ramón Pérez de Ayala. Se concede a la mejor obra narrativa en español publicada en los anteriores doce meses a la convocatoria del certamen. Ha tenido diferentes patrocinadores: los fundadores, la Librería Cervantes, el Centro Asturiano, el Ayuntamiento de Oviedo (1986-2009) y Tribuna Ciudadana.

## Trayectoria
El premio nació con el objetivo de premiar la mejor novela corta inédita —independientemente de si el autor era novel o consagrado— gracias a destacadas personalidades de la vida cultural de Oviedo como Emilio Alarcos Llorach, Juan Benito Argüelles, Juan Cueto, José María Martínez Cachero, Belarmino Álvarez Otero, Jaime Herrero o Pepe Grossi, todos pertenecientes a la futura asociación cultural ovetense Tribuna Ciudadana, instituida tres años más tarde.
El galardón se entregó por primera vez en el pub Tigre Juan, ubicado en calle Mon n.º 16, del Oviedo Antiguo, conocido local de encuentro de artistas en la zona vieja de Oviedo que era propiedad de Álvarez Otero, el primer patrocinador del premio.
En 1986 la Fundación Municipal de Cultura del Ayuntamiento tuteló este premio, ampliando su importe económico y dotándolo de una infraestructura organizativa con el objeto de conseguir una mayor proyección nacional. Cuatro años más tarde se modifican las bases del certamen con el objeto de premiar la mejor primera obra publicada de narrativa, lo que convirtió al galardón en el primero que apoyaba, además de al autor, al editor que apostaba por la ópera prima de un escritor, generalmente joven (aunque en la 26.ª edición lo ganase a los 74 años de edad el cineasta y escritor novel José Luis Borau).
Esta segunda etapa duró hasta 2003. Un nuevo cambio en las bases hizo que, desde 2004 a 2007, comenzaran a premiarse novelas inéditas de autores generalmente consagrados o conocidos (3.ª etapa). Pero, tras cuatro años, en 2008 se volvió a retomar la modalidad de premiar a la mejor primera obra narrativa en castellano (4.ª etapa).
Si la primera dotación de este galardón fue de 100 000, la de 2009 era de 54 000 € (40 000 para el autor y resto para que la editorial que publica la obra la promocione). El premio se fallaba en enero y se entregaba en mayo del siguiente año durante la Feria del Libro de Oviedo. En noviembre de 2009, aduciendo como motivo la crisis económica, el ayuntamiento anunció que suspendía su financiación. Ahora el premio —una estatuilla inspirada en un grabado del artista asturiano Jaime Herrero y que representa al personaje Tigre Juan— lo organiza la Asociación Cultural Tribuna Ciudadana, se falla en otoño y tiene, gracias al patrocinio del Ayuntamiento de Oviedo, una dotación económica de 10 000€ para el ganador y 5 000€ para el finalista.
El premio se entregó en 2010 y 2011 en el Palacio de Meres, en 2012 en el restaurante Traslaburra, de Oviedo.